# Mortagne (fiume)
La Mortagne è un fiume francese che scorre nel dipartimento dei Vosgi e della Meurthe e Mosella nella regione del Grande Est e che sfocia nella Meurthe.

## Geografia

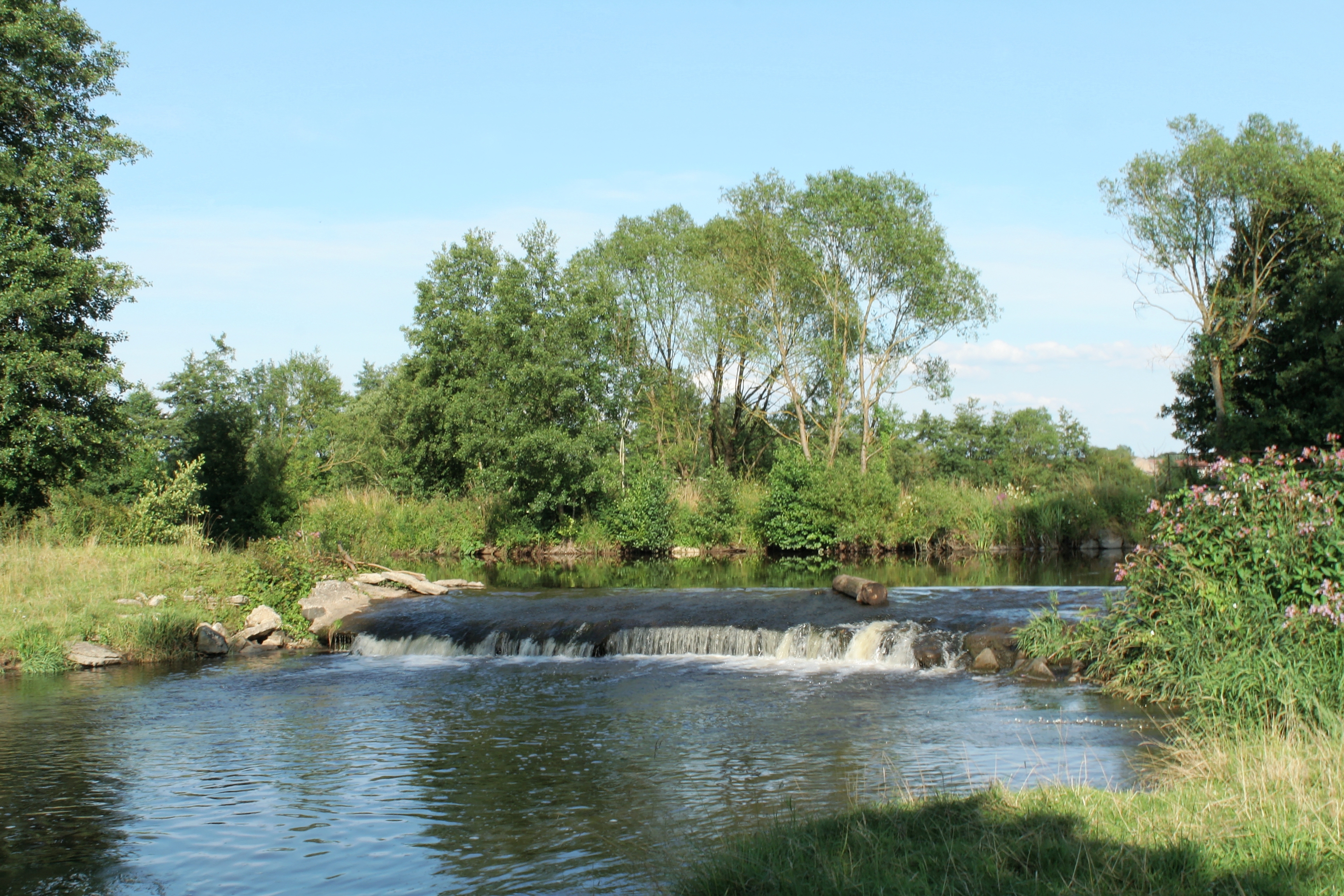
Il fiume a Les Vieux Prés

Nasce nel comune di Saint-Léonard da rilievi minori facenti parte dei Vosgi e scorre in una valle dapprima stretta in direzione nord-ovest fino a Les Rouges-Eaux, poi verso ovest fino a Brouvelieures. Da qui torna a scendere verso nord-ovest, orientamento che mantiene fino alla fine. A Saint-Gorgon riceve da sinistra l’Arentèle, a Rambervillers il Mosegnieur ed il Padozel, a Magnières la Belvitte. Bagna anche Moyen e Gerbéviller, per poi confluire nella Meurthe a Mont-sur-Meurthe.